# O Jardim das Aflições (filme)
O Jardim das Aflições (inglês: The Garden of Afflictions) é um filme de 2017 dirigido pelo cineasta brasileiro Josias Teófilo, com produção executiva de Matheus Bazzo e direção de fotografia de Daniel Aragão. O longa-metragem foi lançado nos cinemas em 31 de maio em diversas cidades brasileiras e, em 27 de julho, em Nova Iorque.
Segundo seus produtores, foi o maior financiamento coletivo para um filme na história do Brasil, com arrecadação de 315 mil reais entre cerca de 2 800 investidores individuais, quantia superior à meta de 252,5 mil. O esforço por meio do financiamento coletivo, para os produtores, é uma tentativa de se esquivar do financiamento público. Posteriormente o recorde foi batido por Bonifácio: O Fundador do Brasil.

## Produção
Filmado em 2015 nos Estados Unidos, na cidade de Richmond, capital da Virgínia, O Jardim das Aflições retrata a obra, o pensamento e o cotidiano de Olavo de Carvalho. Homônimo do livro publicado em 1995 pelo filósofo, cujos temas — principalmente a ideia de jardim na tradição filosófica — são aproveitados, o filme capta a atmosfera de trabalho, o convívio familiar e, principalmente, o pensamento filosófico, expostos em momentos distintos da rotina do protagonista, com temas específicos encadeados em uma narrativa. A dualidade entre a vida cotidiana e a transcendência filosófica é o eixo de sustentação da obra, que documenta a filosofia corporificada pela sua presença do filósofo. Estão entre os temas abordados a relação indivíduo versus coletivo e a Teoria do Estado — elaborada a partir do debate Os EUA e a Nova Ordem Mundial, com o acadêmico russo Alexsandr Dughin, em 2011, sobre a posição dos EUA no século XXI. Também é tratada a relação entre poder e simbolismo e a degradação cultural. É dividido em três partes: Contra a tirania do coletivo; Como tornar-se o que se é; e As ideias dos náufragos, respectivamente.
O cartaz oficial do filme foi desenvolvido pelo designer Joaquim Olímpio utilizando a pintura de Maurício Takiguthi, que foi encomendada pela equipe de produção do longa exclusivamente para essa finalidade. A pintura original foi levada para os EUA e dada de presente a Olavo de Carvalho e sua família.

## Trilha sonora
A trilha sonora inclui obras da música clássica e composições originais executadas pelo maestro brasileiro, residente na Itália, Guto Brinholi, incluindo sinfonias do compositor finlandês Jean Sibelius, cujo tipo de estruturação das melodias ocorre tanto na estrutura interna (baseada na tradição filosófica do jardim) do livro homônimo de Olavo de Carvalho quanto na estrutura do documentário de Teófilo. É executada no acordeão pelo músico Vladislav Cojoru.

## Recepção
A recepção do filme perante a crítica especializada foi mista. Matheus Fiore, do portal Plano Aberto, escreveu que “o caminhão de referências culturais que a obra despeja por meio das falas de Olavo de Carvalho acaba tornando o filme mais pretensioso do que culto. Pretensão, aliás, talvez seja o maior defeito d[o filme] O Jardim das Aflições: uma obra que a todo momento parece acreditar estar dando passos maiores do que realmente está, endeusando uma figura sem nunca justificar sua divindade”.
Em uma avaliação de duas estrelas, o crítico Inácio Araújo, da Folha de S.Paulo, comenta que “o documentário de Josias Teófilo começa um tanto torto, pela necessidade de exibir a erudição de seu personagem” e que “o cineasta leva o mestre à sua bela biblioteca, onde o que ele destaca é a parte dedicada ao marxismo. Obras completas de Marx, Engels, Lênin, Stálin, Trótski. Tudo lido, dá a entender. Tudo lido? Parece um pouco demais. Perto de Olavo de Carvalho, sábios viram uns pobres coitados: há um tanto de cultura intimidatória nisso tudo”.
Fabricio Duque, do site Vertentes do cinema, apontou: “No todo, temos que concordar que é a forma com que Olavo, pontua suas elucubrações que constrói o próprio filme. Suas ideias didáticas-naturalistas, nas explicações, são desenvolvidas sem pressa e com uma tolerante paciência, gerando um ouvido atento do público.” Afirmou também que “não podemos de forma alguma desmerecer o papel questionador que [o filme] O Jardim das Aflições traz à nossa contemporaneidade”.
Miguel Forlin, do site Formiga Elétrica, escreveu: “o filme é uma imersão sensorial no intelecto de um homem livre, desprendido de todas as amarras e que bate continência somente à verdade, mesmo que isso acabe gerando diversos inimigos ou ocasionando a ojeriza da classe intelectual”; “Acima de qualquer polêmica ou divergência de ideias, o que reina no longa é a filosofia como o meio mais capacitado para a compreensão de todos os elementos circundantes”; e “O Jardim das Aflições termina por se revelar uma obra de arte visualmente arrebatadora e, mais importante do que isso, intelectualmente poderosa”. Sobre a técnica de Teófilo, afirma que o diretor “acerta no emprego de planos longos durante as falas de Olavo. Ao invés de usar cortes desnecessários, ele mantém a câmera ligada e deixa o entrevistado à vontade, o que acaba sendo importante para que o impensado e o imprevisto surjam”.
Fabrício de Moraes, doutor em Literatura, considerou que a obra é “um filme de extrema serenidade, em última instância, que valendo-se unicamente dos recursos pessoas e individuais, demonstra que a alma humana, com seus movimentos sutis e por vezes imperceptíveis, permanece sendo o primeiro e último refúgio contra a tirania das multidões”.

## Repercussão
O filme causou significativa repercussão na mídia. Segundo o site Omelete, trata-se de um filme "polêmico"; o UOL considerou-o um "Aquarius da direita", comparando o documentário ao filme de Kleber Mendonça Filho que representou o Brasil em Cannes em 2016. O Jardim das Aflições também foi destaque na BBC Brasil, no Terra, no Correio de Minas, no Diário de Pernambuco e no Jornal do Commercio, entre outros. Contudo, a polêmica continuou após o documentário pronto, pois o filme foi rejeitado sumariamente em todos os festivais nos quais foi inscrito — decisões que o diretor Josias Teófilo atribuiu a um julgamento político, não estético. Teófilo chegou a dizer que "o mais curioso é que, apesar da polêmica, não é um documentário político".
A primeira exibição pública de O Jardim das Aflições ocorreu a pedido da coordenadoria do curso de Filosofia e do Clube de Filosofia da Virginia Commonwealth University em 23 de março de 2017, com a presença de scholars da instituição, além de Josias e de Olavo de Carvalho.
Em protesto contra a exibição do documentário no Festival Cine Pernambuco 2017, a primeira exibição pública no Brasil, oito cineastas de cinco estados retiraram os seus filmes da mostra competitiva a duas semanas do evento, alegando que este escolhera se alinhar a um discurso de direita. Teófilo não foi consultado pela mídia acerca da reação ao filme. No dia seguinte, os produtores do festival adiaram a edição. O diretor comentou que os cineastas "agiram pior que Mao e Hitler, que pelo menos assistiam aos filmes antes de censurá-los". O boicote foi severamente criticado – mais significativamente nas redes sociais – por artistas, jornalistas, críticos de cinema e defensores da liberdade de expressão, o que resultou em maior publicidade, esgotamento de ingressos e pedidos de abertura de novas sessões (São Paulo e Porto Alegre receberam mais duas cada e Curitiba, mais uma). Para Roberto Freire, Ministro da Cultura, eles "se fixaram apenas na Vulgata stalinista. Você pode discordar das ideias, mas não pode impedir que elas existam".
A equipe do filme foi entrevistada pelo apresentador Danilo Gentili no talk show The Noite na segunda-feira anterior ao lançamento, e o programa foi exibido na madrugada do dia da estreia. Olavo de Carvalho participou via teleconferência da residência de seu filho Pedro, em Richmond.
O economista Alan Ghani, em sua coluna no InfoMoney, listou dez motivos para assistir ao filme, dentre eles a reflexão feita sobre a vida, o questionamento da liberdade na atualidade, importantes reflexões psicológicas e intelectuais, e o próprio boicote feito contra ele.
O longa foi o grande vencedor na 21ª edição do Cine PE, realizado em 3 de julho de 2017. O filme foi premiado tanto pelo júri oficial do festival como pelo júri popular na categoria melhor longa-metragem, além de também conquistar o troféu Calunga de melhor montagem.
Em 27 de outubro, o filme foi exibido na Universidade Federal de Pernambuco e causou polêmica após um grupo de militantes do Partido da Causa Operária e da União Internacional da Juventude Socialista decidiram exibir o filme Porque Lutamos! Resistência à Ditadura Militar, da diretora Fernanda Ikedo, ao ar livre, a um corredor de distância da onde O Jardim das Aflições estava sendo exibido. Segundo o diretor do filme, Josias Teófilo, a exibição do documentário estava próxima do fim, em um auditório da universidade, quando alunos que não concordavam com a sessão ameaçaram invadir o local. Alguns espectadores tentaram proteger a equipe do filme, contudo houve um confronto entre os que eram favoráveis e contrários à exibição do documentário, impedindo que alguns alunos deixassem a sala e o centro universitário, além de deixar alguns estudantes feridos. Em uma rede social, o ministro da Cultura, Sérgio Sá Leitão, comentou que o confronto foi "lamentável" e que "trata-se de um comportamento inaceitável num país democrático". Confusão semelhante ocorreu posteriormente na UFBA.

## Prêmios e indicações
| Ano  | Prêmio/Festival | Categoria                                             | Resultado |
| ---- | --------------- | ----------------------------------------------------- | --------- |
| 2017 | Cine PE         | Melhor filme - mostra competitiva de longas-metragens | Venceu    |
| 2017 | Cine PE         | Melhor montagem                                       | Venceu    |
| 2017 | Cine PE         | Júri popular                                          | Venceu    |

## Controvérsias
Em setembro de 2017 a filha de Olavo de Carvalho, Heloísa de Carvalho, publicou uma carta afirmando que ele havia cometido uma injustiça contra o diretor de fotografia que participou da criação de boa parte do filme. A divergência teria sido retomada após o lançamento do filme. Heloísa intercedeu em favor de Daniel Aragão, que teria participado da produção do filme antes de ser excluído dos créditos e da divisão dos lucros, momento em que diz ter ouvido ofensas e rompido a relação com o filósofo.